# Mystus horai
Mystus horai és una espècie de peix de la família dels bàgrids i de l'ordre dels siluriformes.

## Morfologia
Els mascles poden assolir els 16,5 cm de longitud total.

## Distribució geogràfica
Es troba al Pakistan.